# Jacques Antoine Charles Bresse
Jacques Antoine Charles Bresse (9. října 1822, Vienne, Isère – 22. května 1883 Paříž) byl francouzský inženýr, který se zabýval návrhem a použitím hydraulických motorů.

## Život
Bresse v roce 1843 absolvoval École Polytechnique a další technické vzdělání získal na École des Ponts et Chaussées. Na École des Ponts et Chaussées se poté roku 1848 vrátil jako instruktor předmětu aplikované mechaniky a v roce 1853 získal pro obor aplikované mechaniky profesuru. Na škole přednášel až do své smrti v roce 1883.
V roce 1880 se stal rytířem Čestné legie. Jeho jméno je jedním ze 72 jmen, napsaných na Eiffelově věži.

## Publikace
- Bresse, Jacques Antoine Charles, Water-wheels; Or, Hydraulic Motors, John Wiley & Sons, New York 1869.